# Gare de La Fère
Gare de La Fère vasútállomás Franciaországban, La Fère településen.

## Vasútvonalak
Az állomást az alábbi vasútvonalak érintik:
- Amiens-Laon-vasútvonal

## Kapcsolódó állomások
A vasútállomáshoz az alábbi állomások vannak a legközelebb:
- Gare de Tergnier
- Gare de Versigny